# Rodolfo Collazo
Rodolfo Collazo es un deportista uruguayo de la especialidad de remo que ganó, entre otras medallas, medalla de oro en Buenos Aires 2006 y Medellín 2010.

## Trayectoria
La trayectoria deportiva de Rodolfo Collazo se identifica por su participación en los siguientes eventos nacionales e internacionales:

### Juegos Suramericanos
Fue reconocido su triunfo de ser el primer deportista con el mayor número de medallas de la selección de  Uruguay en los juegos de Medellín 2010.

#### Juegos Suramericanos de Brasil 2002[2]
Desempeño en la séptima edición:
- , Medalla de plata: Cuádruple Par Senior

#### Juegos Suramericanos de Buenos Aires 2006[3]
Desempeño en la octava edición:
- , Medalla de oro: 4 Pares Remos Cortos Peso Ligero Hombres
- , Medalla de plata: Doble par Remos Cortos Peso Ligero Hombres
- , Medalla de bronce: 4 Pares Remos Cortos Abierto Hombres

#### Juegos Suramericanos de Medellín 2010
Su desempeño en la novena edición de los juegos, se identificó por obtener un total de 2 medallas:

- , Medalla de oro: Remo Doble Peso ligero Hombres
- , Medalla de plata: Remo Cuádruple Hombres